# Серединский сельский округ
Серединский сельский округ — упразднённая административно-территориальная единица, существовавшая на территории Шаховского района Московской области в 1994—2006 годах.
Серединский сельсовет был образован в первые годы советской власти. В 1922 году он числился в составе Серединской волости Волоколамского уезда Московской губернии.
В 1926 году Серединский с/с включал 5 населённых пунктов — Середа, Заречье, Красный Посад, Серединский Северный, Серединский Южный, а также 1 больницу.
В 1929 году Серединский сельсовет был отнесён к Шаховскому району Московского округа Московской области.
17 июля 1939 года к Серединскому с/с были присоединены Меркловский (селение Мерклово) и Костинский (селения Костино, Иванцево и Ольховец) с/с, а также селение Новое упразднённого Кстиловского с/с.
4 января 1952 года из Репотинского с/с в Серединский было передано селение Агрызково.
14 июня 1954 года к Дорскому с/с был присоединён Панюковский с/с.
8 августа 1959 года из упразднённого Холмецкого с/с в Серединский были переданы селения Высокое, Канаево и Репотино.
1 февраля 1963 года Шаховской район был упразднён и Серединский с/с вошёл в Волоколамский укрупнённый сельский район.
14 января 1964 года из Серединского с/с в Дорский были переданы селения Канаево и Репотино.
11 января 1965 года Шаховской район был восстановлен и Серединский с/с вновь вошёл в его состав.
28 января 1977 года из Серединского с/с в Житонинский было передано селение Высокое.
19 марта 1982 года в Серединском с/с были упразднены селения Агрызково и Иванцево.
22 января 1987 года из Черленковского с/с в Серединский были переданы селения Воютино, Красное Село, Романцево и Филенино.
1 апреля 1992 года к Серединскому с/с был присоединён Житонинский с/с.
3 февраля 1994 года Серединский с/с был преобразован в Серединский сельский округ.
6 сентября 1995 года из упразднённого Черленковского с/о в Серединский были переданы деревни Дятлово, Сутоки и Черленково.
В ходе муниципальной реформы 2005 года Серединский сельский округ прекратил своё существование как муниципальная единица. При этом населённые пункты Дятлово, Сутоки и Черленково вошли в Сельское поселение Степаньковское, а остальные населённые пункты — в Сельское поселение Серединское.
29 ноября 2006 года Серединский сельский округ исключён из учётных данных административно-территориальных и территориальных единиц Московской области.